# 5006 Теллер
5006 Те́ллер (5006 Teller) — астероїд головного поясу, відкритий 5 квітня 1989 року.
Тіссеранів параметр щодо Юпітера — 3,181.